# Dipartimento di Valcheta
Valcheta è un dipartimento argentino, situato nella parte centro-meridionale della provincia di Río Negro, con capoluogo Valcheta.
Esso confina a nord con il dipartimento di Veinticinco de Mayo, a est con quello di San Antonio, a sud con la provincia di Chubut e ad ovest con il dipartimento di Nueve de Julio.
Secondo il censimento del 2001, su un territorio di 20 457 km², la popolazione ammontava a 4 946 abitanti, con una diminuzione demografica del 2,85% rispetto al censimento del 1991.
Il dipartimento, nel 2001, è composto da:
- 1 comune (municipios):
  - Valcheta
- 6 comisiones de fomento:
  - Aguada Cecilio
  - Arroyo de La Ventana
  - Arroyo Los Berros
  - Chipauquil
  - Nahuel Niyeu
  - Sierra Pailemán